# Baryonenasymmetrie
Die Baryonenasymmetrie (BAU, baryon asymmetry of the universe) der Teilchenphysik ist die beobachtete große Dominanz der Materie gegenüber der Antimaterie im Universum. Sie ist eines der wichtigsten noch nicht verstandenen Phänomene der Teilchenphysik, da sie nicht durch das Standardmodell erklärt werden kann.
Die Baryonenasymmetrie wird bestimmt durch
{\displaystyle \eta ={\frac {n_{B}-n_{\bar {B}}}{n_{\gamma }}}>0}
{\displaystyle \Rightarrow n_{B}\gg n_{\bar {B}}}
mit
- der Anzahl {\displaystyle n_{B}} der Baryonen als Maß für die Menge der Materie
- der Anzahl {\displaystyle n_{\bar {B}}} der Antibaryonen (der Antiteilchen der Baryonen) als Maß für die Menge der Antimaterie
- der Anzahl {\displaystyle n_{\gamma }} der Photonen.

Der beobachtete Zahlenwert
{\displaystyle \eta =(6{,}14\pm 0{,}25)\cdot 10^{-10}}
konnte bisher am genauesten aus den Daten des WMAP-Satelliten aus der kosmischen Hintergrundstrahlung ermittelt werden.

## Baryonenasymmetrie im Universum
Die Menge der Antimaterie im Universum lässt sich nicht direkt ermitteln, da sie von Astronomen nicht von der Materie unterschieden werden kann. Bei der Annihilation von Materie und Antimaterie tritt jedoch eine charakteristische elektromagnetische Strahlung auf, die aber nie beobachtet werden konnte. Das bedeutet, dass, sofern größere Mengen von Antimaterie im Weltraum vorkämen, diese auf großen Skalen von den Bereichen, in denen Materie dominiert – wie auf der Erde, im Sonnensystem und der Milchstraße – separiert sein müsste. Dies kann jedoch durch die kosmologischen Modelle weitgehend ausgeschlossen werden.

## Theorien zur Erzeugung
Früher ging man allgemein davon aus, dass die Baryonenasymmetrie eine Anfangsbedingung für unser Universum ist, die zum Zeitpunkt des Urknalls fest vorgegeben sei. Da die Baryonenasymmetrie aber im Verlauf der Inflation stark reduziert worden wäre, müsste die anfängliche Asymmetrie auch unerklärbar groß gewesen sein.
Heute sagen die spekulativen Theorien der Baryogenese und der Leptogenese, die bisher nicht experimentell verifiziert werden konnten, eine dynamische Erzeugung der Asymmetrie während des Urknalls vorher.